# El Confidencial
El Confidencial est un journal numérique espagnol d'information générale, spécialisé dans l'actualité économique, financière et politique, fondé en 2001,. Il s'adresse à un public professionnel d'âge moyen. Il est principalement financé par la publicité, les événements et le contenu de marque. Le site est classé 34e parmi les sites espagnols les plus consultés en septembre 2020.

## Histoire

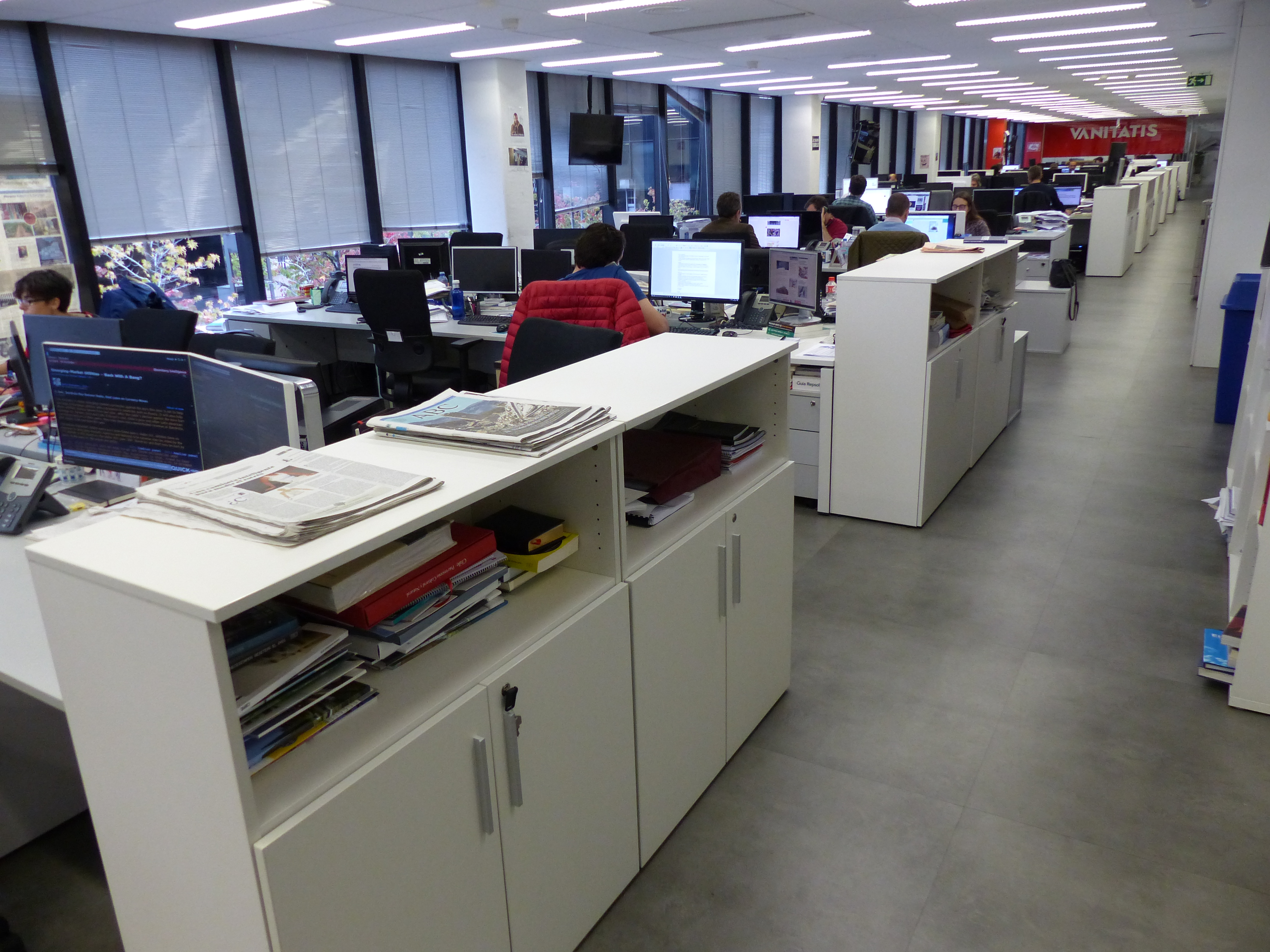
Bureaux du journal dans Madrid à Pozuelo de Alarcón en 2016.

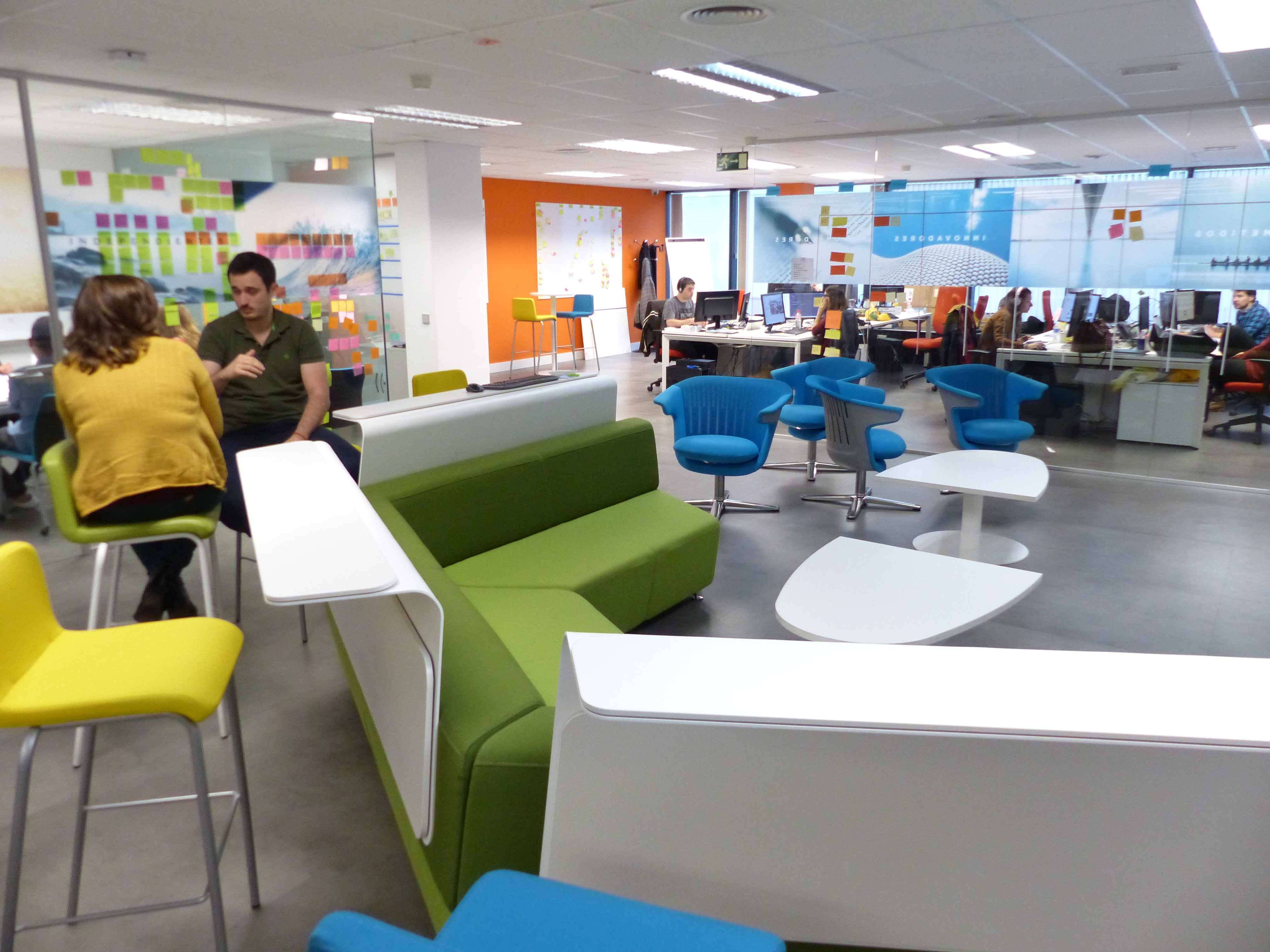
Bureaux et espace d'échange dans la rédaction.

Le journal a été fondé en 2001 en tant qu'organe d'information spécialisé dans le domaine des affaires pour un très petit créneau de lecteurs liés à la banque et aux affaires. Ses fondateurs sont José Antonio Sánchez García, qui détient actuellement 45 % des parts, Jesús Cacho et Antonio Casado Alonso. Ses premiers bureaux étaient situés dans une maison mitoyenne près de la station de métro Herrera Oria à Madrid, où les pièces servaient de bureaux et le garage de salle de rédaction. Au cours de ses premières années, il a été associé au journal, au sein de la nouvelle presse espagnole numérique native, en tant que support associé au « confidencialisme » ou « journalisme confidentiel », une formule de communication alternative au « journalisme traditionnel ». Destiné à un public initialement limité, il s'est inscrit dans les différentes initiatives commerciales lancées par les journalistes sur Internet au début du XXIe siècle, même s'il allait finir par atteindre des niveaux d'audience notables. Certaines études ont tenté d'établir un lien entre l'essor des médias numériques tels qu'El Confidencial et la baisse du nombre de lecteurs des grands journaux papier et ont examiné leurs différentes stratégies commerciales.
Au fil du temps, le journal s'est développé et a intégré différentes sections telles que Cotizalia (économie et marchés), Mundo, Cultura, Teknautas (technologie et science), Deportes, Alma Corazón y Vida (société et bien-être), Vanitatis (chronique sociale) et Gentleman (mode de vie masculin). D'un petit groupe passant par trois sites, le journal compte actuellement environ 200 employés et son siège social se trouve à Pozuelo de Alarcón. En plus de l'édition numérique, il dispose d'une chaîne YouTube appelée El Confidencial Televisión.
Le journal collabore également avec le Consortium international des journalistes d'investigation, publiant exclusivement avec La Sexta la liste Falciani ou les Panama Papers portant sur les fuites de documents du cabinet d'avocats Mossack Fonseca,. En raison de cette information, en octobre 2016, le président du groupe Prisa, Juan Luis Cebrián, a intenté un procès à El Confidencial en réclamant 8,2 millions d'euros, accusant le journal de concurrence déloyale après les Panama Papers. De son côté, El Confidencial a intenté un procès à Cebrián qui a été admis en avril 2017. En janvier 2019, le tribunal n°5 de Madrid a rejeté le procès au motif que l'information était véridique et qu'il n'y avait pas d'atteinte à l'honneur.

## Structure de l'entreprise
The Confidential est une publication de Titania Compañía Editorial SL et de ses filiales Vanitatis SL et Titania Eventos SL.
En date du 21 août 2020, leurs postes de direction sont les suivants :
- José Antonio Sánchez García (président)
- Antonio Rodríguez Aporta (vice-président)
- Juan Perea Sáenz de Buruaga (conseiller)

Ses principaux actionnaires sont :
- José Antonio Sánchez García à travers la société Avema XXI 2, 43%.
- Juan Perea Sáenz de Buruaga par l'intermédiaire de la société Avema XXI, 15%.

## Prix
2019 : Prix de la communication dans la catégorie Influence du journal Dircomfidencial.

## Délégations
Le journal a différentes délégations en dehors de Madrid : à Barcelone, Valence, Séville, Malaga, en Galice et au Pays Basque.